# Dusty Springfield
Mary Isobel Catherine Bernadette O'Brien (født 16. april 1939, død 2. marts 1999), bedre kendt som Dusty Springfield, var en sangerinde fra Storbritannien.

## Diskografi
- The Silver Collection (1963)
- This Is Dusty Springfield (1964)
- Ev'rything's coming up dusty (1965)
- Reflection dusty springfield (1965)
- Golden hits (1967)
- Where am i going (1967)
- Love songs (1967)
- Wishin' and hopin' (1967)
- Dusty in Memphis (1968)
- Dusty in Memphis (Deluxe edition) (1968)
- Stay awhile (1968)
- I close my eyes and count to ten (1968)
- Dusty definitely (1969)
- A brand new me (1970)
- See all her faces (1971)
- Cameo (1973)
- Dusty springfield sings burt bacharach and carole king (1975)
- White heat (1982)
- Reputation (1990)
- A very fine love (1995)
- Living without your love (2002)
- See All Her Faces (+3 bonus tracks) (2002)
- Live at the Royal Albert Hall (2005)